# Narthecium
Narthecium és un gènere d'angiospermes que pertany a la família de les narteciàcies.

## Descripció
Herbes perennes rizomatoses, glabres. Rizoma més o menys horitzontal. Tija escapiforme, freqüentment foliós cap a la base, simple, de secció circular, buit. La majoria de les fulles són basals i la resta són caulinars i més menudes, alternes, linear-lanceolades, agudes, nervadura principal paral·lelinèrvia i parcialment embeinadores. Inflorescència en raïm simple i terminal. Bràctees lanceolades i persistents. Pedicels no articulats amb una bractèola. Flors hermafrodites trímeres i actinomorfes. El periant està format per 6 tèpals lliures, lanceolats i grocs en la cara adaxial i verd a l'abaxial i cap al nervi principal, presents durant l'antesi i erectes en la fructificació. L'androceu està format per 6 estams poc soldats a la base dels tèpals. Filaments linears, sencers, densament coberts per pèls d'aspecte llanós. Anteres linears, alguna volta corbades, fusionades a la base i amb dehiscència longitudinal. El gineceu està compost per 3 carpels soldats en un primordi seminal súper, sèssil i trilocular. Un estil més o menys columnar i persistent. Estigma capitat, lleugerament trilobulat. El fruit és una càpsula loculícida lleugerament ovoide, amb unes 70 llavors blanquinoses per lòcul, les quals són el·lipsoides, amb llargs apèndixs filiformes en ambdós extrems.

## Hàbitat i Distribució
Viu a les regions temperades de l'hemisferi Nord (Europa, l'Est d'Àsia i Amèrica del Nord). Té una distribució eurosiberiana.
Habita en praderies i als marges dels rierols. Les espècies d'aquest gènere solen créixer o tolerar el clima d'alta muntanya.

## Taxonomia
Aquest gènere inclou unes 4-8 espècies ecològicament i morfològiques similars. Ha sigut tradicionalment considerat pertanyent a la família de les liliàcies, però en el sistema APG II de 2003 s 39 està ja dins de la seua pròpia família.
Nombre cromosòmic proposat és x = 13.
- Narthecium americanum Ker Gawl., Bot. Mag. 37: t. 1505 (1812).
- Narthecium asiaticum Maxim., Bull. Acad. Imp. Sci. Saint-Pétersbourg 11: 438 (1867).
- Narthecium balansae Briq., Annuaire Conserv. Jard. Bot. Genève 5: 77 (1901).
- Narthecium californicum Baker, J. Linn. Soc., Bot. 15: 351 (1876).
- Narthecium ossifragum (L.) Huds., Fl. Angl.: 128 (1762).
- Narthecium reverchonii Celak., Oesterr. Bot. Z. 37: 154 (1887).
- Narthecium scardicum Košanin, Oesterr. Bot. Z. 63: 141 (1913).

## Galeria

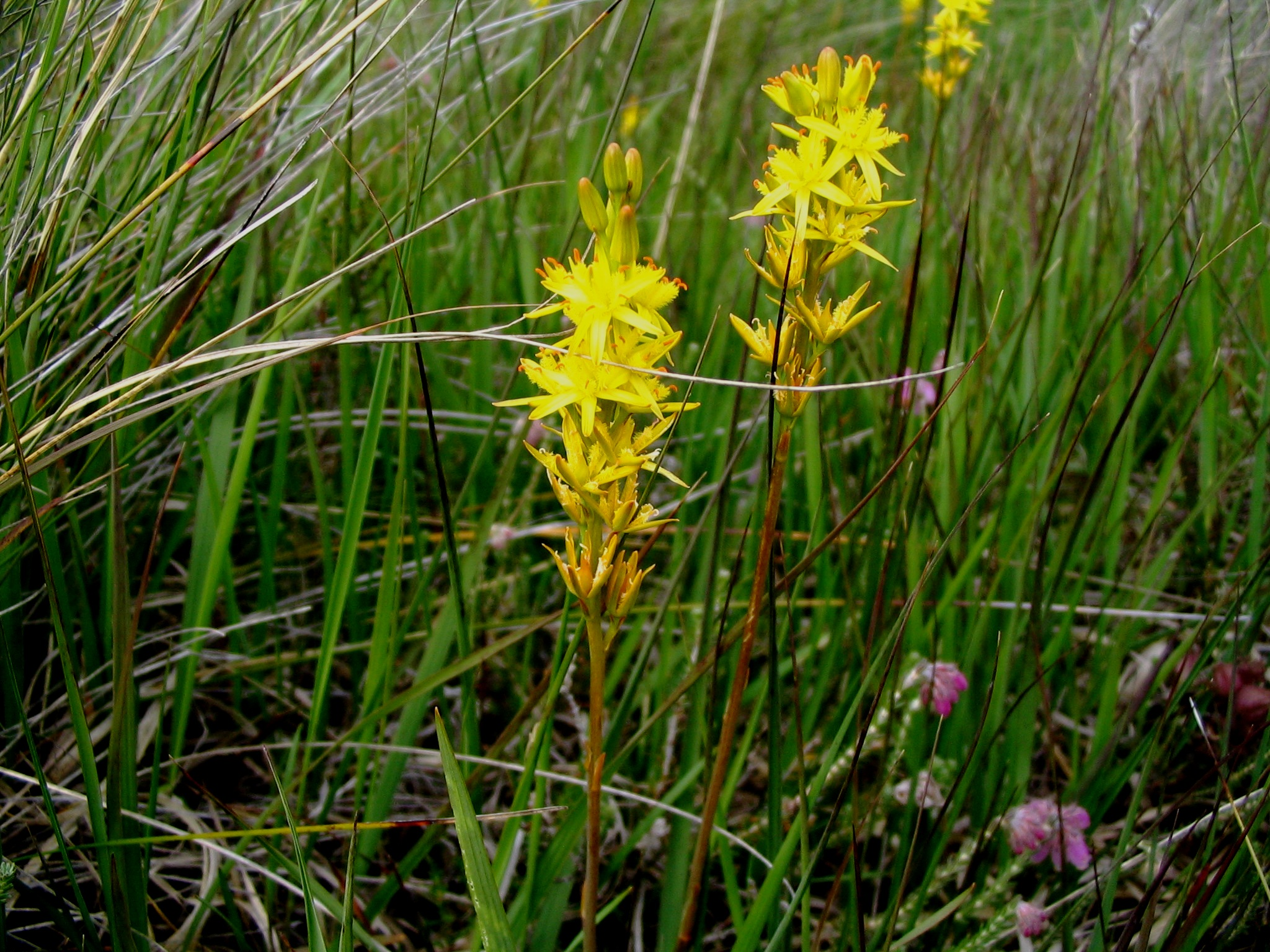
Narthecium ossifragum
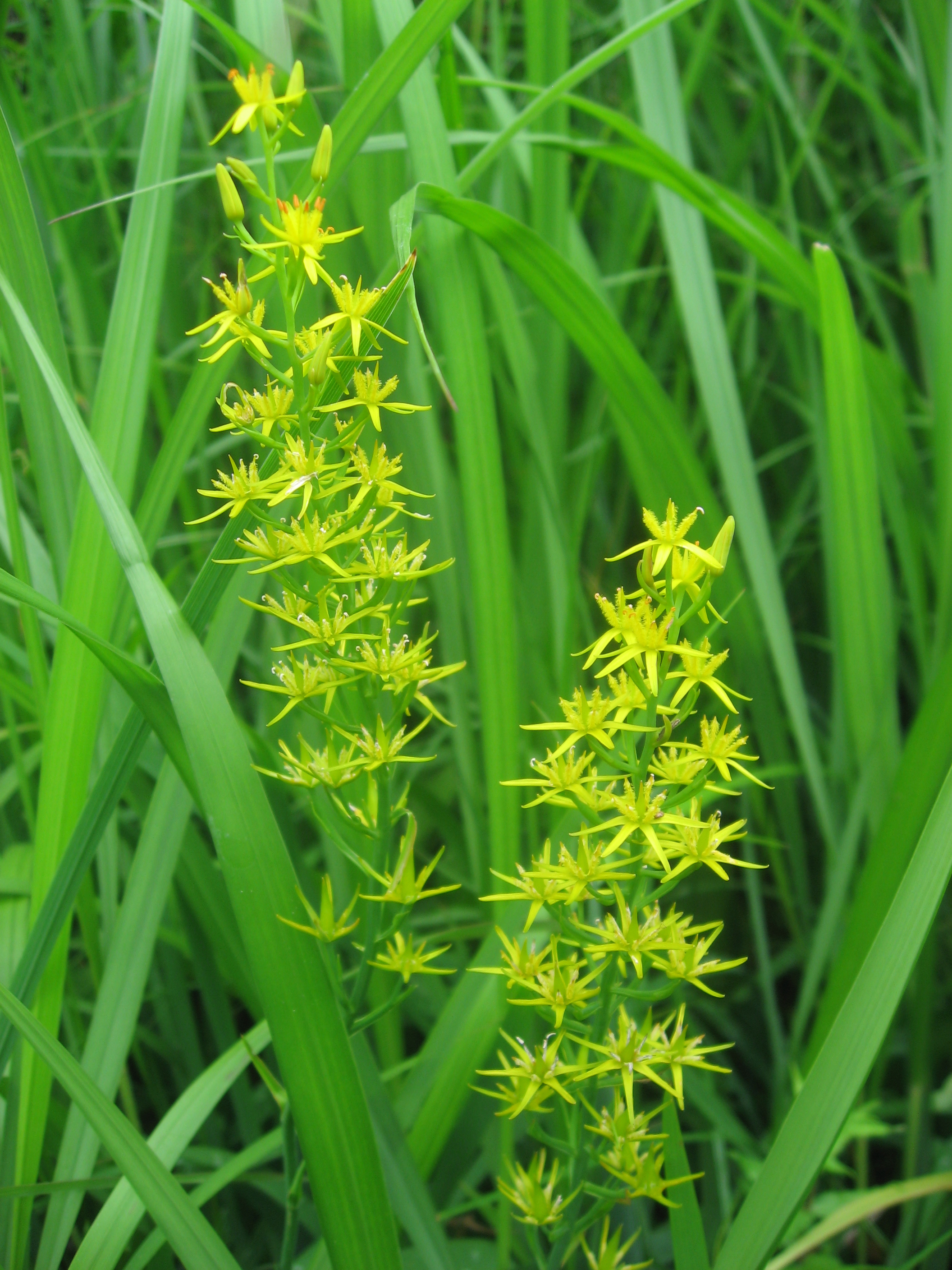
Narthecium asiaticum
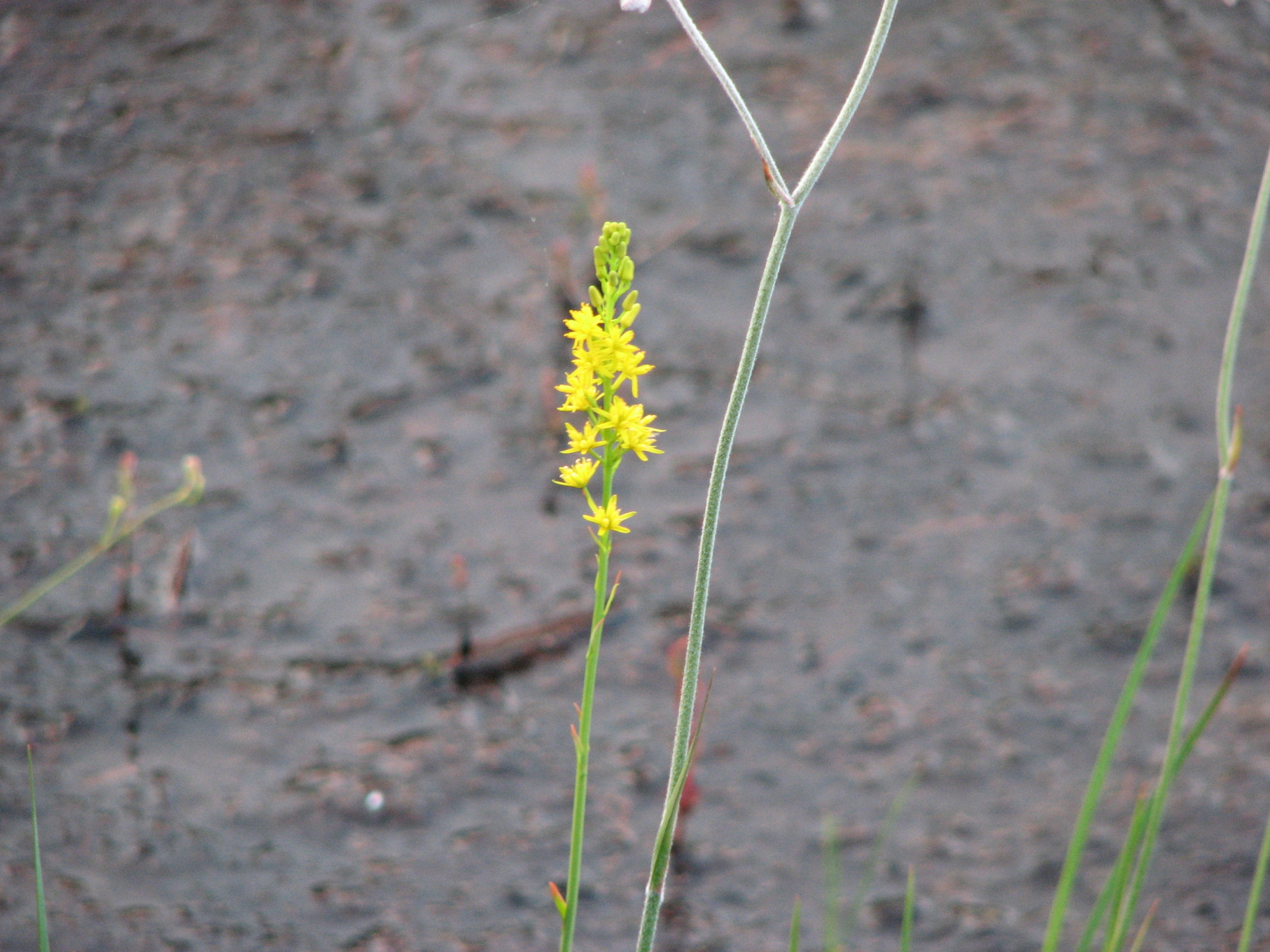
Narthecium americanum